# Blundell
Blundell är en sjö i Antarktis. Den ligger i Östantarktis. Australien gör anspråk på området. Blundell ligger 87 meter över havet. Den ligger vid sjöarna Spate och Frozen Lake.